# Nibya Mariño
Nibya Mariño Bellini (Montevideo, 23 de marzo de 1920 - Montevideo, 1 de septiembre de 2014) fue una pianista uruguaya de música clásica.

## Trayectoria
Comenzó su formación musical siendo muy pequeña con el maestro Guillermo Kolischer. Debutó a la edad de 6 años en el Teatro Colón, de Buenos Aires, interpretando el Concierto en La menor Op. 54 de Robert Schumann, bajo la dirección de Ernest Ansermet.
Viajó a París a perfeccionarse, interviniendo en varios certámenes, destacándose su actuación en Bruselas en el concurso Isaye, donde logró la primera clasificación y muy buenos elogios. A partir de ahí, Mariño comenzó una serie de conciertos por toda Europa, Latinoamérica y Estados Unidos. 
Continuó estudiando en Estados Unidos con Claudio Arrau, considerado el mejor pianista del mundo. En este país grabó tres discos, dos de ellos con obras de Schumann y el otro con el Concierto para dos pianos de Poulenc, junto al uruguayo Enrique Graf y orquesta, bajo la dirección de David Stohl. 
Se presentó en los más importantes teatros del mundo, tanto en Estados Unidos como en Europa. Formó un recordado dúo con Hugo Balzo. En 1994 recibió un premio de la OEA por su aporte a la comunidad artística de las Américas. A fines de marzo de 2009 se le rindió homenaje por sus 90 años de vida. El concierto, organizado por la Orquesta Sinfónica del SODRE con la dirección del maestro Piero Gamba, incluyó el Concierto para piano n.º 4 Op. 58 de Ludwig van Beethoven.
Estuvo casada con Clare C. Leiby Junior (nacionalidad estadounidense, profesión: físico de la NASA) y el 20 de noviembre de 1948 fue madre de Nibya Leiby Mariño. Y contrajo segundas nupcias con Walter Pintos Surmani (hijo del arquitecto Walter Pintos Risso) y fue madre de Sergio Pintos Mariño el 18 de abril de 1961.

## Reconocimientos
En 2001 fue galardonada con el Premio Candelabro de Oro otorgado por la organización judía B'nai B'rith Uruguay. Ese mismo año, recibió el Premio Alas 2021.
En 2013, el Ministerio de Educación y Cultura de Uruguay le concedió la Medalla Delmira Agustini junto a la actriz China Zorrilla, a la poeta Circe Maia y al antropólogo y escritor Daniel Vidart. Ese mismo año, se emitió un sello conmemorativo por valor de 15 pesos uruguayos en homenaje a Mariño.